# Trade Tattoo
Pour plus de détails, voir Fiche technique et Distribution.
Trade Tattoo est un court métrage expérimental britannique réalisé par Len Lye, produit en 1937.